# Аронов, Григорий Лазаревич
Григо́рий (Ги́рша) Ла́заревич Аро́нов  (1 января 1923, Почеп — 1 июля 1984, там же) — советский кинорежиссёр, сценарист и актёр.

## Биография
Некоторое время жил в посёлке Салтыковка Реутовского района Московской области. Окончил местную школу (ныне школа № 17). Сниматься начал ещё подростком. Первая роль в кино — в фильме «Семиклассники» (1938).
В 1940—1941 обучался в театральном училище имени М. С. Щепкина.
В 1951 — окончил режиссёрский факультет ВГИКа (мастерская И. А. Савченко).
В 1941—1945 годах работал техником авиаприборов на заводах Казани и Раменского.
По окончании ВГИКа — режиссёр на Куйбышевской студии кинохроники, где снял несколько документальных фильмов («Сельский клуб», «Казанский университет» и другие).
В 1956—1958 года — режиссёр Одесской киностудии, позже — на киностудии «Ленфильм».
Похоронен на кладбище Памяти жертв 9-го января в Санкт-Петербурге.

## Фильмография

### Режиссёр
- 1957 — Матрос сошёл на берег
- 1962 — Завтрашние заботы
- 1963 — Пока жив человек
- 1967 — Седьмой спутник
- 1970 — Зелёные цепочки
- 1972 — Пятая четверть
- 1974 — Весенние перевёртыши
- 1976 — Длинное, длинное дело…
- 1980 — Каникулы Кроша
- 1983 — Плыви, кораблик…
- 1984 — Неизвестный солдат

### Сценарист
- 1971 — Коммунары (телевизионный; по мотивам романа «Отец и сын» Г. Маркова)
- 1977 — Если ты уйдешь (совместно с Ю. Рыбчинским)
- 1983 — Плыви, кораблик…

### Актёр
- 1938 — Семиклассники — Лёвка
- 1939 — Личное дело
- 1942 — Как закалялась сталь — Климка
- 1964 — Пока фронт в обороне — немецкий военнопленный офицер
- 1969 — Пятеро с неба — немецкий генерал
- 1981 — Личная жизнь директора — эпизод